# Yanichevskyites
Yanichevskyites es un género de foraminífero bentónico de estatus incierto, aunque considerado un sinónimo posterior de Platysolenites de la subfamilia Hyperammininae, de la familia Hyperamminidae, de la superfamilia Hippocrepinoidea, del suborden Hippocrepinina y del orden Astrorhizida. Su especie tipo era Serpulites? petropolitanus. Su rango cronoestratigráfico abarcaba el Cámbrico inferior.

## Discusión
Clasificaciones previas incluían Yanichevskyites en la familia Bathysiphonidae, de la superfamilia Astrorhizoidea, así como en el suborden Textulariina del orden Textulariida

## Clasificación
Yanichevskyites incluye a la siguiente especie:
- Yanichevskyites petropolitanus †